# Liste des cours d'eau de la Charente-Maritime

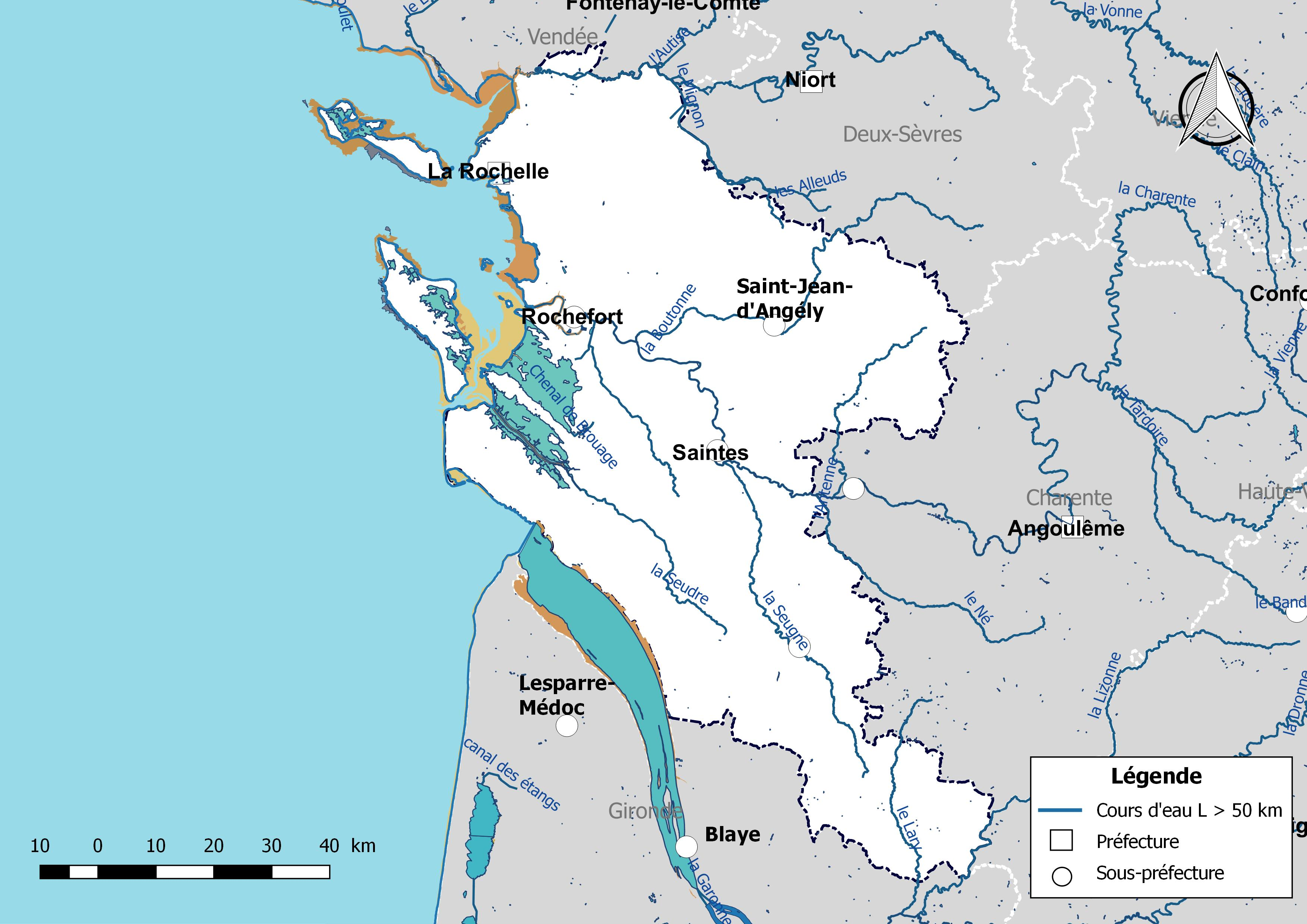
Carte des cours d'eau de longueur supérieure à 50 km de la Charente-Maritime.

La liste des cours d'eau de la Charente-Maritime présente les principaux cours d'eau traversant pour tout ou partie le territoire du département français de la  Charente-Maritime dans la région Nouvelle-Aquitaine. En 2014, plus de 1 500 cours d'eau sont recensés dans le référentiel national BD Carthage sur le territoire départemental, dont 59 cours d'eau naturels de longueur supérieure à 10 km et 10 canaux, l'ensemble correspondant à un linéaire de plus de 3 000 km.
Les cours d'eau sont ordonnés selon leur origine naturelle (fleuve, rivières ou ruisseaux) ou artificielle (canaux). Pour chacun d'entre eux sont précisés : sa classe, sa longueur totale, le cours d'eau dans lequel il se jette (confluence), le bassin collecteur auquel il appartient, le nombre de départements et de communes traversés et le nom des communes qu'il irrigue dans le département de la Charente-Maritime.

## Cours d'eau naturels

### Définition

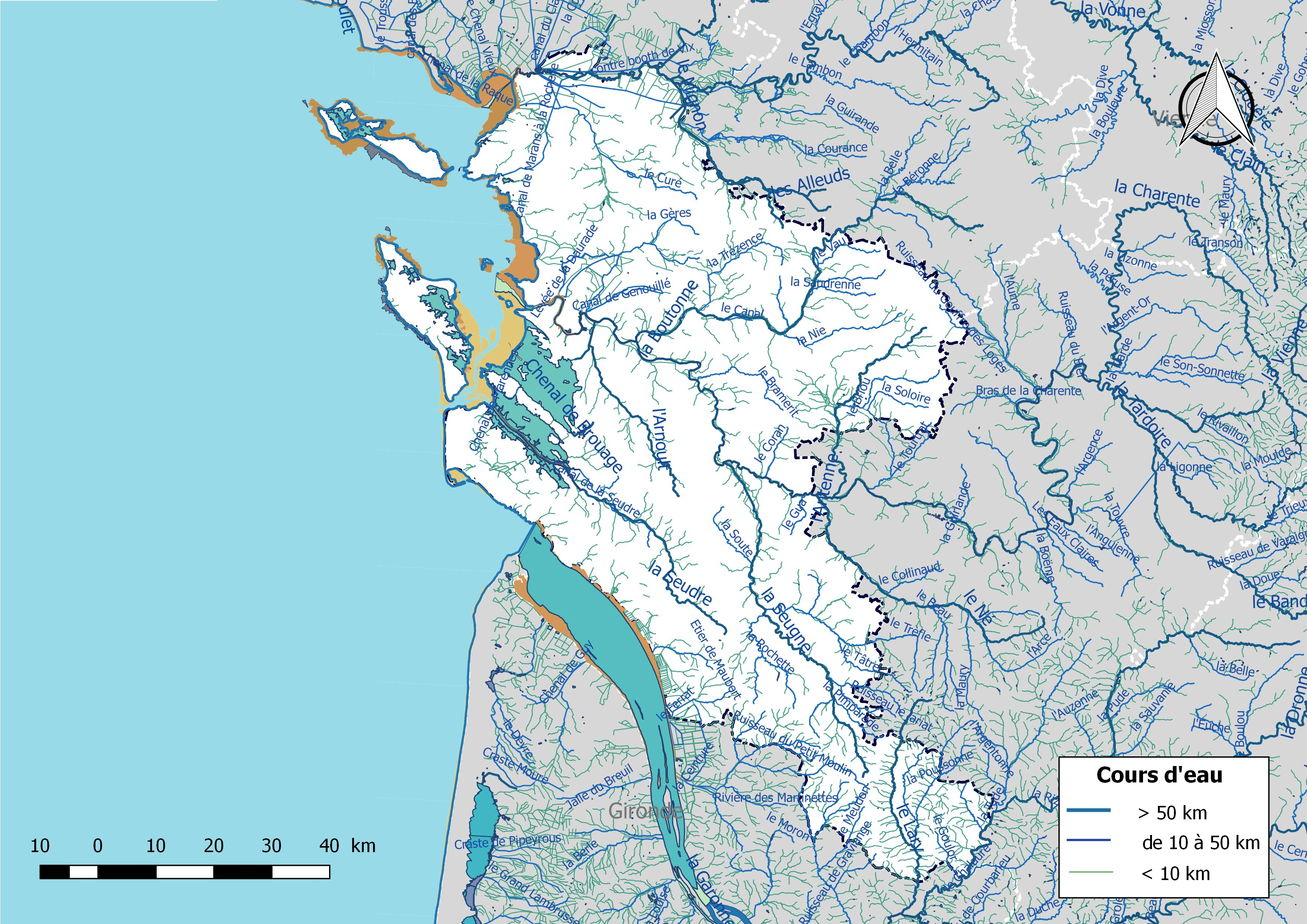
Carte de l'ensemble du réseau hydrographique de la Charente-Maritime.

Jusqu'en 2016, aucun texte législatif ne définissait la notion de cours d'eau. Ce n'est qu'avec la loi du 8 août 2016 pour la reconquête de la biodiversité, de la nature et des paysages que cette lacune est comblée. L'article 118 de cette loi insère un nouvel article L. 215-7-1 dans le code de l'environnement précisant que « constitue un cours d'eau un écoulement d'eaux courantes dans un lit naturel à l'origine, alimenté par une source et présentant un débit suffisant la majeure partie de l'année. L'écoulement peut ne pas être permanent compte tenu des conditions hydrologiques et géologiques locales. ». Ainsi les trois critères cumulatifs caractérisant un cours d'eau sont :
- la présence et la permanence d’un lit naturel à l’origine, ce qui distingue les cours d’eau (artificialisés ou non) des fossés et canaux creusés par la main de l’homme ;
- l’alimentation par une source ;
- la permanence d’un débit suffisant une majeure partie de l’année, critère qui doit être évalué en fonction des conditions climatiques et hydrologiques locales.

### Cours d'eau permanents de longueur supérieure ou égale à 10 km
La base de données Carthage est le référentiel du réseau hydrographique français. Cette base est réalisée à partir de la couche hydrographie de la base de données Carto enrichie par le ministère chargé de l'environnement et les agences de l'eau avec le découpage du territoire en zones hydrographiques d'une part et la codification de ces zones et du réseau hydrographique d'autre part. De cette base, il ressort que le réseau hydrographique de la Charente-Maritime comprend 59 cours d'eau permanents de longueur égale ou supérieure à 10 km et dont le cours est en partie ou en totalité dans le département de la Charente-Maritime.
Le référentiel national hiérarchise le réseau en 7 classes selon l'importance décroissante des cours d'eau. Le tableau ci-après regroupe tous les cours d'eau irriguant pour tout ou partie du département et appartenant à l'une des classes 1 à 4. Pour chacune de ces classes les caractéristiques des cours d'eau sont les suivantes : 
- 1 : longueur supérieure à 100 km ou tout cours d’eau se jetant dans une embouchure logique[Note 1] et d'une longueur supérieure à 25 km ;
- 2 : longueur comprise entre 50 et 100 km ou tout cours d’eau se jetant dans une embouchure logique et d’une longueur supérieure à 10 km ;
- 3 : longueur comprise entre 25 et 50 km ;
- 4 : longueur comprise entre 10 et 25 km.

| Nom du cours d'eau            | Classe | Longueur totale en km | Confluence                       | Bassin collecteur  | Départements irrigués  | Communes irriguées | Communes irriguées | Communes irriguées |
| Nom du cours d'eau            | Classe | Longueur totale en km | Confluence                       | Bassin collecteur  | Départements irrigués  | Nb total           | Nb ds le dép.      | Communes du département |
| ----------------------------- | ------ | --------------------- | -------------------------------- | ------------------ | ---------------------- | ------------------ | ------------------ | --- |
| Antenne                       | 2      | 49,03                 | la Charente                      | la Charente        | 2 (16, 17)             | 15                 | 10                 | Bagnizeau, Courcerac, Cressé, Fontaine-Chalendray, Matha, Migron, Mons, Prignac, Le Seure, Les Touches-de-Périgny. |
| Arnoult                       | 2      | 36,07                 | Canal de la Seudre à la Charente | la Charente        | 1 (17)                 | 14                 | 14                 | Champagne, La Clisse, Corme-Royal, Échillais, Luchat, Nieul-lès-Saintes, Pont-l'Abbé-d'Arnoult, Rétaud, Saint-Agnant, Sainte-Radegonde, Saint-Sulpice-d'Arnoult, Soulignonne, Trizay, Varzay. |
| Boutonne                      | 1      | 98,83                 | la Charente                      | la Charente        | 2 (17, 79)             | 41                 | 29                 | Antezant-la-Chapelle, Archingeay, Blanzay-sur-Boutonne, Cabariot, Champdolent, Coivert, Courcelles, Dampierre-sur-Boutonne, Les Églises-d'Argenteuil, Lussant, Les Nouillers, Nuaillé-sur-Boutonne, Poursay-Garnaud, Puy-du-Lac, Saint-Coutant-le-Grand, Saint-Georges-de-Longuepierre, Saint-Jean-d'Angély, Saint-Julien-de-l'Escap, Saint-Martial, Saint-Pardoult, Saint-Pierre-de-l'Isle, Saint-Séverin-sur-Boutonne, Ternant, Tonnay-Boutonne, Torxé, La Vallée, La Vergne, Vervant, Voissay. |
| Bramerit                      | 4      | 23,99                 | la Charente                      | la Charente        | 1 (17)                 | 7                  | 7                  | Brizambourg, Crazannes, Écoyeux, Grandjean, Saint-Hilaire-de-Villefranche, Saint-Savinien, Taillebourg. |
| Brédoire                      | 4      | 14,27                 | la Boutonne                      | la Charente        | 1 (17)                 | 3                  | 3                  | Aulnay, Nuaillé-sur-Boutonne, Saint-Mandé-sur-Brédoire. |
| Briou                         | 4      | 24,81                 | l'Antenne                        | la Charente        | 1 (17)                 | 10                 | 10                 | Bresdon, Haimps, Massac, Matha, Mons, Prignac, Saint-Ouen-la-Thène, Siecq, Sonnac, Thors. |
| Canal                         | 4      | 14,42                 | le Canal                         | la Charente        | 1 (17)                 | 4                  | 4                  | Les Nouillers, Ternant, Tonnay-Boutonne, Voissay. |
| Ceinture                      | 4      | 16,01                 | Canal de Saint-Georges           | la Charente        | 2 (17, 33)             | 4                  | 1                  | Saint-Bonnet-sur-Gironde. |
| Ceinture des Treize Prises    | 4      | 14,81                 | Canal de Genouillé               | la Charente        | 1 (17)                 | 2                  | 2                  | Moragne, Tonnay-Charente. |
| Charente                      | 1      | 381,24                | Golfe de Gascogne                | la Charente        | 4 (16, 17, 86, 87)     | 116                | 33                 | Bords, Brives-sur-Charente, Bussac-sur-Charente, Cabariot, Chaniers, Chérac, Courcoury, Crazannes, Dompierre-sur-Charente, Échillais, Fontcouverte, Geay, Les Gonds, Montils, Le Mung, Port-d'Envaux, Port-des-Barques, Rochefort, Romegoux, Rouffiac, Saint-Hippolyte, Saint-Laurent-de-la-Prée, Saint-Nazaire-sur-Charente, Saint-Savinien, Saint-Sever-de-Saintonge, Saint-Vaize, Saintes, Salignac-sur-Charente, Soubise, Taillebourg, Tonnay-Charente, La Vallée, Vergeroux.                 |
| Chenal de Brouage             | 1      | 22                    | Golfe de Gascogne                | Chenal de Brouage  | 1 (17)                 | 8                  | 8                  | Beaugeay, La Gripperie-Saint-Symphorien, Hiers-Brouage, Moëze, Sainte-Gemme, Saint-Jean-d'Angle, Saint-Just-Luzac, Saint-Sornin. |
| Chenal de Recoulaine          | 4      | 11,8                  | la Seudre                        | la Seudre          | 1 (17)                 | 2                  | 2                  | Nieulle-sur-Seudre, Saint-Just-Luzac. |
| Coran                         | 4      | 10,6                  | la Charente                      | la Charente        | 1 (17)                 | 6                  | 6                  | Brizambourg, Chaniers, Dompierre-sur-Charente, Saint-Bris-des-Bois, Saint-Césaire, Saint-Sauvant. |
| Coudrelle                     | 4      | 10                    | Ruisseau de la Saye              | la Dordogne        | 1 (17)                 | 3                  | 3                  | Bedenac, Bussac-Forêt, Montlieu-la-Garde. |
| Courance                      | 4      | 12,7                  | le Mignon                        | la Sèvre Niortaise | 1 (17)                 | 2                  | 2                  | Cramchaban, Saint-Pierre-d'Amilly. |
| Curé                          | 4      | 42,1                  | canal de Marans à la Rochelle    | la Sèvre Niortaise | 1 (17)                 | 12                 | 12                 | Anais, Andilly, Angliers, Bouhet, Charron, Le Gué-d'Alleré, Longèves, Nuaillé-d'Aunis, Puyravault, Saint-Georges-du-Bois, Saint-Sauveur-d'Aunis, Vouhé. |
| Devise                        | 3      | 35,7                  | la Charente                      | la Charente        | 1 (17)                 | 15                 | 15                 | Ardillières, Ballon, Breuil-Magné, Chervettes, Ciré-d'Aunis, Genouillé, Landrais, Muron, Saint-Germain-de-Marencennes, Saint-Laurent-de-la-Barrière, Saint-Laurent-de-la-Prée, Saint-Nazaire-sur-Charente, Vandré, Vergeroux, Yves. |
| Dronne                        | 1      | 200,6                 | l'Isle                           | la Dordogne        | 5 (16, 17, 24, 33, 87) | 52                 | 2                  | La Barde, Saint-Aigulin. |
| Étier de Maubert              | 4      | 14,2                  | Golfe de Gascogne                | Étier de Maubert   | 1 (17)                 | 4                  | 4                  | Saint-Ciers-du-Taillon, Saint-Dizant-du-Gua, Saint-Fort-sur-Gironde, Sainte-Ramée. |
| Ruisseau de Ferchaud          | 4      | 12,4                  | Canal de Saint-Simon             | la Livenne         | 2 (17, 33)             | 6                  | 3                  | Boisredon, Courpignac, Soubran. |
| Ferrat                        | 4      | 14,1                  | Golfe de Gascogne                | le Ferrat          | 2 (17, 33)             | 6                  | 5                  | Mirambeau, Saint-Bonnet-sur-Gironde, Saint-Georges-des-Agoûts, Saint-Martial-de-Mirambeau, Saint-Sorlin-de-Conac. |
| Rigole de la Garette          | 4      | 11,9                  | la Broue d'Arçais                | le Mignon          | 3 (17, 79, 85)         | 5                  | 1                  | La Ronde. |
| Gères                         | 4      | 13,1                  | la Devise                        | la Charente        | 1 (17)                 | 3                  | 3                  | Saint-Germain-de-Marencennes, Saint-Mard, Surgères. |
| Ruisseau du Gouffre des Loges | 4      | 13,7                  | Ruisseau de la couture           | la Charente        | 2 (16, 17)             | 5                  | 2                  | Chives, Villiers-Couture. |
| Goulor                        | 4      | 10,7                  | la Dronne                        | la Dordogne        | 2 (17, 33)             | 3                  | 2                  | La Barde, Saint-Martin-de-Coux. |
| Ruisseau de Graviange         | 4      | 11,1                  | Ruisseau de la Saye              | la Dordogne        | 2 (17, 33)             | 5                  | 1                  | Cercoux. |
| Gua                           | 4      | 11                    | la Charente                      | la Charente        | 1 (17)                 | 4                  | 4                  | Brives-sur-Charente, Chérac, Pérignac, Salignac-sur-Charente. |
| Ruisseau des Hauts Ponts      | 4      | 17,4                  | Canal de Saint-Simon             | la Livenne         | 2 (17, 33)             | 7                  | 5                  | Chamouillac, Courpignac, Coux, Montendre, Souméras. |
| Lariat                        | 4      | 13,9                  | le Pharaon                       | la Charente        | 2 (16, 17)             | 4                  | 3                  | Bran, Léoville, Vanzac. |
| Lary                          | 2      | 53,7                  | l'Isle                           | la Dordogne        | 3 (16, 17, 33)         | 18                 | 10                 | Cercoux, Chevanceaux, Clérac, La Clotte, Montlieu-la-Garde, Neuvicq, Orignolles, Saint-Martin-d'Ary, Saint-Palais-de-Négrignac, Saint-Pierre-du-Palais. |
| Laurençanne                   | 4      | 10,5                  | la Seugne                        | la Charente        | 1 (17)                 | 6                  | 6                  | Chartuzac, Chaunac, Coux, Fontaines-d'Ozillac, Montendre, Tugéras-Saint-Maurice. |
| Levée de la Daurade           | 4      | 18,4                  | la Devise                        | la Charente        | 1 (17)                 | 5                  | 5                  | Ardillières, Breuil-Magné, Ciré-d'Aunis, Saint-Laurent-de-la-Prée, Vergeroux. |
| Livenne                       | 3      | 42,5                  | Golfe de Gascogne                | la Livenne         | 2 (17, 33)             | 12                 | 4                  | Chepniers, Corignac, Jussas, Montlieu-la-Garde. |
| Mame                          | 4      | 12,1                  | la Dronne                        | la Dordogne        | 1 (17)                 | 3                  | 3                  | Boscamnant, La Genétouze, Saint-Aigulin. |
| Meudon                        | 4      | 14                    | Ruisseau de la Saye              | la Dordogne        | 2 (17, 33)             | 4                  | 2                  | Bedenac, Clérac. |
| Mignon                        | 3      | 41                    | la Sèvre Niortaise               | la Sèvre Niortaise | 2 (17, 79)             | 11                 | 7                  | Cramchaban, Dœuil-sur-le-Mignon, La Grève-sur-Mignon, La Ronde, Saint-Pierre-d'Amilly, Saint-Saturnin-du-Bois, Villeneuve-la-Comtesse. |
| Mouzon                        | 4      | 17,7                  | le Palais                        | la Dordogne        | 1 (17)                 | 5                  | 5                  | Chevanceaux, Montguyon, Neuvicq, Saint-Martin-d'Ary, Saint-Palais-de-Négrignac. |
| Né                            | 2      | 66,1                  | la Charente                      | la Charente        | 2 (16, 17)             | 28                 | 5                  | Celles, Cierzac, Germignac, Saint-Martial-sur-Né, Salignac-sur-Charente. |
| Nie                           | 3      | 26                    | la Boutonne                      | la Charente        | 1 (17)                 | 10                 | 10                 | Cherbonnières, Fontenet, Gibourne, Loiré-sur-Nie, Néré, Saint-Jean-d'Angély, Saint-Julien-de-l'Escap, Saint-Martin-de-Juillers, Saint-Pierre-de-Juillers, Varaize. |
| Nobla                         | 4      | 10,1                  | le Trèfle                        | la Charente        | 1 (17)                 | 5                  | 5                  | Jarnac-Champagne, Neuillac, Neulles, Saint-Germain-de-Lusignan, Sainte-Lheurine. |
| Palais                        | 3      | 31,1                  | le Lary                          | la Dordogne        | 2 (16, 17)             | 10                 | 5                  | Boresse-et-Martron, Le Fouilloux, Montguyon, Neuvicq, Saint-Pierre-du-Palais. |
| Ruisseau du Petit Moulin      | 4      | 10,2                  | Ruisseau des Hauts Ponts         | la Livenne         | 2 (17, 33)             | 5                  | 4                  | Chamouillac, Jussas, Montendre, Souméras. |
| Pharaon                       | 4      | 18,9                  | la Seugne                        | la Charente        | 2 (16, 17)             | 7                  | 5                  | Léoville, Mortiers, Ozillac, Saint-Maigrin, Saint-Médard. |
| Pimparade                     | 4      | 13,4                  | la Seugne                        | la Charente        | 2 (16, 17)             | 8                  | 7                  | Chaunac, Chevanceaux, Léoville, Mérignac, Messac, Le Pin, Vibrac. |
| Pouzat                        | 4      | 10,7                  | Canal de Saint-Eutrope           | la Charente        | 1 (17)                 | 3                  | 3                  | Courcelles, Essouvert, Saint-Jean-d'Angély. |
| Rochette                      | 3      | 29,1                  | la Seugne                        | la Charente        | 1 (17)                 | 11                 | 11                 | Agudelle, Clion, Guitinières, Mosnac, Nieul-le-Virouil, Saint-Genis-de-Saintonge, Saint-Hilaire-du-Bois, Saint-Sigismond-de-Clermont, Saint-Simon-de-Bordes, Tugéras-Saint-Maurice, Villexavier. |
| Saudrenne                     | 4      | 13,7                  | Bras de la Boutonne              | la Charente        | 1 (17)                 | 5                  | 5                  | Aulnay, Les Églises-d'Argenteuil, Nuaillé-sur-Boutonne, Paillé, Villemorin. |
| Ruisseau de la Saye           | 3      | 41,5                  | l'Isle                           | la Dordogne        | 2 (17, 33)             | 15                 | 3                  | Bedenac, Bussac-Forêt, Chepniers. |
| Saye de Melon                 | 4      | 11,8                  | Ruisseau de la Saye              | la Dordogne        | 2 (17, 33)             | 4                  | 1                  | Bussac-Forêt. |
| Seudre                        | 1      | 68,2                  | Golfe de Gascogne                | la Seudre          | 1 (17)                 | 26                 | 26                 | Arvert, Bois, Breuillet, Chaillevette, Champagnolles, Le Chay, Corme-Écluse, Cravans, L'Éguille, Étaules, Gémozac, Le Gua, Marennes, Meursac, Montpellier-de-Médillan, Mornac-sur-Seudre, Nieulle-sur-Seudre, Saint-André-de-Lidon, Saint-Genis-de-Saintonge, Saint-Germain-du-Seudre, Saint-Just-Luzac, Saint-Romain-de-Benet, Saujon, Thaims, La Tremblade, Virollet. |
| Seugne                        | 2      | 82,4                  | la Charente                      | la Charente        | 1 (17)                 | 36                 | 36                 | Belluire, Berneuil, Bougneau, Champagnac, Chatenet, Chaunac, Chepniers, Clion, Colombiers, Courcoury, Fléac-sur-Seugne, Fontaines-d'Ozillac, Les Gonds, La Jard, Jonzac, Léoville, Lussac, Mérignac, Montils, Montlieu-la-Garde, Mosnac, Ozillac, Le Pin, Polignac, Pommiers-Moulons, Pons, Pouillac, Sainte-Colombe, Saint-Georges-Antignac, Saint-Germain-de-Lusignan, Saint-Grégoire-d'Ardennes, Saint-Léger, Saint-Médard, Saint-Seurin-de-Palenne, Sousmoulins, Vibrac.                      |
| Soloire                       | 3      | 34,9                  | la Charente                      | la Charente        | 2 (16, 17)             | 13                 | 6                  | Haimps, Louzignac, Neuvicq-le-Château, Siecq, Sonnac, Thors. |
| Soute                         | 4      | 15,3                  | Bras de la Seugne                | la Charente        | 1 (17)                 | 6                  | 6                  | Berneuil, Jazennes, Pons, Saint-Léger, Tesson, Villars-en-Pons. |
| Tarnac                        | 4      | 10,7                  | la Rochette                      | la Charente        | 1 (17)                 | 5                  | 5                  | Allas-Bocage, Guitinières, Mirambeau, Nieul-le-Virouil, Soubran. |
| Tâtre                         | 4      | 20,1                  | le Trèfle                        | la Charente        | 2 (16, 17)             | 10                 | 5                  | Allas-Champagne, Meux, Saint-Ciers-Champagne, Saint-Germain-de-Vibrac, Saint-Maigrin. |
| Tourtrat                      | 4      | 13,5                  | la Soloire                       | la Charente        | 2 (16, 17)             | 6                  | 1                  | Neuvicq-le-Château. |
| Trèfle                        | 3      | 47,3                  | la Seugne                        | la Charente        | 2 (16, 17)             | 18                 | 12                 | Allas-Champagne, Brie-sous-Archiac, Clam, Marignac, Mosnac, Neuillac, Neulles, Réaux sur Trèfle, Saint-Ciers-Champagne, Saint-Georges-Antignac, Saint-Germain-de-Lusignan, Saint-Grégoire-d'Ardennes. |
| Trézence                      | 3      | 27,7                  | la Boutonne                      | la Charente        | 1 (17)                 | 11                 | 11                 | Bernay-Saint-Martin, Chantemerle-sur-la-Soie, Courant, Loulay, Lozay, Migré, Puyrolland, Saint-Loup, Tonnay-Boutonne, Torxé, Vergné. |
| Vau                           | 4      | 14,2                  | Bras de la Boutonne              | la Charente        | 1 (17)                 | 4                  | 4                  | Blanzay-sur-Boutonne, Dampierre-sur-Boutonne, Saint-Georges-de-Longuepierre, La Villedieu. |

### Autres cours d'eau
Plus de 1 500 cours d'eau sont recensés en 2014 dans le référentiel national BD Carthage sur le territoire départemental de la Charente-Maritime, y compris les 58 cours d'eau naturels de longueur égale ou supérieure à 10 km déjà listés ci-dessus, correspondant à un linéaire de cours d'eau de plus de 3 000 km.
En lien avec la loi pour la reconquête de la biodiversité, de la nature et des paysages, publiée au Journal officiel du 9 août 2016, définissant la notion de cours d’eau, une instruction du gouvernement du 3 juin 2015 demande aux services d’État de mettre en place une cartographie du réseau hydrographique dans chaque département, afin de permettre aux riverains concernés de distinguer facilement les cours d’eau des fossés, non soumis aux mêmes règles : une intervention sur un cours d’eau allant au-delà de l’entretien courant ne peut en effet se faire que dans le cadre d’une déclaration ou autorisation « loi sur l’eau ». Concernant la Charente-Maritime, cette cartographie évolutive établie par les services de l'État est disponible partiellement depuis 2017. Une autre cartographie interactive est disponible sur le SIGORE, le portail cartographique de l'environnement en région Nouvelle-Aquitaine.

## Canaux
| Nom du cours d'eau                                   | Classe | Longueur totale en km | Confluence          | Bassin collecteur  | Départements irrigués | Communes irriguées | Communes irriguées | Communes irriguées                                                                               |
| Nom du cours d'eau                                   | Classe | Longueur totale en km | Confluence          | Bassin collecteur  | Départements irrigués | Nb total           | Nb ds le dép.      | Communes du département                                                                          |
| ---------------------------------------------------- | ------ | --------------------- | ------------------- | ------------------ | --------------------- | ------------------ | ------------------ | ------------------------------------------------------------------------------------------------ |
| Canal de la Brune                                    | 4      | 13,07                 | Sèvre Niortaise     | la Sèvre Niortaise | 2 (17, 85)            | 3                  | 2                  | Charron, Marans.                                                                                 |
| Canal de la Charente à la Seudre (tronçon principal) | 4      | 16,04                 | Chenal de Marennes  | la Charente        | 1 (17)                | 5                  | 5                  | Beaugeay, Hiers-Brouage, Marennes, Saint-Agnant, Saint-Jean-d'Angle.                             |
| Canal de la Charente à la Seudre (autre tronçon)     | 2      | 8,02                  | Charente            | la Charente        | 1 (17)                | 4                  | 4                  | Échillais, Saint-Agnant, Saint-Hippolyte, Trizay.                                                |
| Canal de la Daurade                                  | 4      | 13,04                 | Charente            | la Charente        | 1 (17)                | 7                  | 7                  | Ardillières, Ciré-d'Aunis, Loire-les-Marais, Muron, Rochefort, Saint-Hippolyte, Tonnay-Charente. |
| Canal de Dercie à la Pallud                          | 4      | 13,06                 | Seudre              | la Seudre          | 1 (17)                | 5                  | 5                  | L'Éguille, Le Gua, Sablonceaux, Saint-Romain-de-Benet, Saujon.                                   |
| Canal de Genouillé                                   | 4      | 14,76                 | Canal de la Daurade | la Charente        | 1 (17)                | 6                  | 6                  | Genouillé, Moragne, Muron, Rochefort, Saint-Crépin, Tonnay-Charente.                             |
| Canal de Rochefort                                   | 4      | 11,89                 | Charente            | la Charente        | 1 (17)                | 3                  | 3                  | Breuil-Magné, Ciré-d'Aunis, Vergeroux.                                                           |
| Canal de la Seudre                                   | 4      | 10,05                 | Seudre              | la Seudre          | 1 (17)                | 5                  | 5                  | Le Chay, Corme-Écluse, Meursac, Saint-Romain-de-Benet, Saujon.                                   |